# Simone Kermes
Simone Kermes (ur. 17 maja, 1965 w Lipsku) – niemiecka śpiewaczka operowa, sopran dramatyczno-koloraturowy.

## Życie i działalność artystyczna
Studiowała w klasie śpiewu Helgi Forner w Hochschule für Musik und Theater „Felix Mendelssohn Bartholdy” w Lipsku. Odbyła kursy mistrzowskie u takich śpiewaków jak: Elisabeth Schwarzkopf, Barbara Schlick, Jessica Cash i Dietrich Fischer-Dieskau. W 1993 roku wzięła udział w konkursie Mendelssohna w Berlinie, a w 1996 została nagrodzona na konkursie Bachowskim w Lipsku.
W jej repertuarze znajdują się takie partie operowe jak Gilda w Rigoletcie, Alcina w Alcinie, Łucja w Łucji z Lammermooru, Eurydyka w Orfeuszu i Eurydyce, Konstancja w Uprowadzeniu z seraju, Fiordiligi w Così fan tutte.

## Nagrody
- 1993: 1. nagroda na Felix-Mendelsohn-Bartholdy-Wettbewerb w Berlinie
- 1996: 3. nagroda na Internationalen Johann-Sebastian-Bach-Wettbewerb w Lipsku
- 2003: Nagroda roku Niemieckiej Krytyki Muzycznej
- 2011: Echo Klassik – Śpiewaczka Roku